# Iam Vos Omnes
Iam Vos Omnes (Nederlands: U [bent] al allen) was een apostolische brief van paus Pius IX, uitgebracht op 13 september 1868, waarin hij alle christenen die niet tot de rooms-katholieke Kerk behoorden opriep terug te keren naar de Moederkerk te Rome, om zo ook te participeren aan het door Pius bijeengeroepen Vaticaans Concilie. Terugkeer was echter alleen mogelijk, wanneer onder meer de pauselijke autoriteit werd erkend.
In de brief wees Pius IX erop, dat het ontstaan van de verschillende kerkgenootschappen geleid had tot verdeeldheid binnen het christelijk geloof. De ontkenning van een door God aangestelde autoriteit op aarde (= de paus) bracht meningsverschillen inzake geloofs- en morele kwesties voort. Deze hadden geleid tot irritatie binnen de samenleving en zodoende ook bijgedragen tot sociale onrust.
Pius IX gaf aan dat zijn toenaderingspoging er ook op gericht was om te voorkomen dat hij later zich zou moeten verantwoorden ten aanzien van zijn Rechter (= God) over het "waarom" hij geen actie had ondernomen de door Hem ingestelde Kerk als één geloofsgemeenschap bij elkaar te houden. Ook voor Pius IX was het duidelijk, dat er in de wereld geen vrede mogelijk was als er geen sprake was van één kudde onder de hoede van één herder.

## Nasleep
Net als op zijn brief Arcano divinae providentiae (8 september 1868), gericht aan de bisschoppen van de Oosterse Kerken, waren de reacties afwijzend. Pius' autoritaire toon en zijn claim op het primaatschap van de paus in zaken omtrent geloof en moraal brachten protestanten ertoe opnieuw te wijzen op het ontstaan van het pausdom: dit was volgens hen voortgekomen uit de wens van de mensen om structuur aan te brengen binnen een instituut en kende daarom geen goddelijke oorsprong.
In de publicatie "Protestantsch antwoord op den brief van Paus Pius IX aan alle Protestanten ...“ van predikant J. Visscher (1870) haalde de schrijver een relaas aan over de verkiezing van Pius IX in 1846, zoals vastgelegd door een katholieke waarnemer: “Het conclave was rijk aan intrigues van de mogendheden en van de kardinalen.” Deze constatering was voor Visscher eens te meer het bewijs, dat van goddelijke interventie bij de keuze van een nieuwe pontifex geen sprake kon zijn.